# Congresos de AP y PP
Relación y descripción de Congresos Nacionales de Alianza Popular (AP) y su organización sucesora, el Partido Popular (PP).

## Congresos de Alianza Popular (1977-1989)

### Fundación
- I Congreso, Fundacional de AP, Democracia en libertad (Madrid, 5 y 6 de marzo de 1977). 
  - Presidente: Manuel Fraga (RD).
  - Secretario general: Federico Silva Muñoz (ADE).
  - Se funda Alianza Popular como la federación de siete partidos procedentes liderados por siete exministros moderados del franquismo (los llamados siete magníficos): Acción Regional, Democracia Social, Reforma Democrática, Unión del Pueblo Español, Unión Social Popular (todos ellos fusionados en el Partido Único de Alianza Popular, PUAP), Unión Nacional Española y Acción Democrática Española.

- II Congreso, España, lo único importante (Madrid, 28 y 29 de enero de 1978).
  - Presidente de la Federación de Alianza Popular: Federico Silva Muñoz.
  - Presidente de AP: Manuel Fraga.
  - Secretario general: Félix Pastor.

- III Congreso, España y la democracia necesitan nuestras soluciones (también llamado "de la primera refundación") (Madrid, 14, 15 y 16 de diciembre de 1979).
  - Presidente: Manuel Fraga.
  - Secretario general: Jorge Verstrynge.
  - Con la salida de UNE y ADE, la Federación se reduce de facto al Partido Único de Alianza Popular, que se reestructura sobre una organización presidencialista liderado por Manuel Fraga. En el III Congreso, AP se define como "populista, conservador y reformista".

### La mayoría natural
- IV Congreso, Soluciones para una década (Madrid, 13, 14 y 15 de febrero de 1981).
  - Presidente: Manuel Fraga.
  - Secretario general: Jorge Verstrynge.
  - Se presenta el Libro Blanco de Alianza Popular, homónimo al Congreso, que incorpora las directrices políticas y económicas para los próximos diez años.

- V Congreso, Trabajamos por la mayoría natural (Madrid, 20 y 21 de febrero de 1982).
  - Presidente: Manuel Fraga.
  - Secretario general: Jorge Verstrynge.

- VI Congreso, La esperanza, nosotros (Barcelona, 27, 28 y 29 de enero de 1984).
  - Presidente: Manuel Fraga.
  - Secretario general: Jorge Verstrynge.

- VII Congreso, Esto tiene arreglo (Madrid, 7, 8 y 9 de febrero de 1986).
  - Presidente: Manuel Fraga.
  - Secretario general: Jorge Verstrynge.

### Crisis, sucesión y refundación
- VIII Congreso (Extraordinario, también llamado "de la sucesión"), El futuro (Madrid, 7 y 8 de febrero de 1987).
  - Presidente: Antonio Hernández-Mancha.
  - Secretario general: Arturo García-Tizón.
  - Tras la dimisión de Manuel Fraga por los malos resultados de Coalición Popular en las elecciones de 1986 y la crisis subsiguiente, el partido se ve abocado a un congreso extraordinario para elegir al sucesor de Fraga. En el único congreso con dos candidaturas, se enfrenta Miguel Herrero de Miñón, hasta entonces vicepresidente ejecutivo de AP, y Antonio Hernández Mancha, presidente de AP en Andalucía. Es elegido el segundo, pero el respaldo electoral a AP sigue deteriorándose y crece la contestación interna.

- IX Congreso (también llamado "de la refundación"), Avanzar en libertad (Madrid, 20, 21 y 22 de enero de 1989).
  - Presidente: Manuel Fraga.
  - Secretario general: Francisco Álvarez-Cascos.
  - Ante la crisis del partido y la renuncia de Hernández-Mancha, Fraga retoma provisionalmente el liderazgo del partido para pilotar la refundación de AP, que asume la denominación de Partido Popular y se marca la aspiración que aglutinar a los sectores democristianos, liberales y conservadores de la sociedad española. José María Aznar es elegido vicepresidente y se consolida como delfín de Fraga, siendo elegido como candidato a las elecciones generales en septiembre.

## Congresos del Partido Popular (1990-2022)

### El giro al centro
- X Congreso, Centrados con la libertad (Sevilla, 31 de marzo y 1 de abril de 1990).
  - Presidente: José María Aznar.
  - Secretario general: Francisco Álvarez-Cascos.
  - José María Aznar es nombrado presidente del nuevo Partido Popular en su primer congreso como tal, en sustitución de Manuel Fraga. Durante el congreso, el fundador del PP rompió en público una carta de dimisión sin fecha que le había entregado Aznar en prueba de lealtad, rechazando la posibilidad de tutelar el liderazgo del político castellano con una frase que haría historia: "¡No hay tutelas ni hay tutía!".

- XI Congreso, Partido de Gobierno (Madrid, 5, 6 y 7 de febrero de 1993).
  - Presidente: José María Aznar.
  - Secretario general: Francisco Álvarez-Cascos.

- XII Congreso, Gana el centro (Madrid, 19, 20 y 21 de enero de 1996).
  - Presidente: José María Aznar.
  - Secretario general: Francisco Álvarez-Cascos
  - Coordinador general: Ángel Acebes

### Partido de gobierno
- XIII Congreso, El proyecto del nuevo siglo: la España de las oportunidades (Madrid, 29, 30 y 31 de enero de 1999).
  - Presidente: José María Aznar.
  - Secretario general: Javier Arenas.

- XIV Congreso, Las propuestas del centro: un nuevo impulso para España (Madrid, 25, 26 y 27 de enero de 2002).
  - Presidente: José María Aznar.
  - Secretario general: Javier Arenas.

### El posaznarismo
- XV Congreso, España, la ilusión que nos une (Madrid, 1, 2 y 3 de octubre de 2004).
  - Presidente: Mariano Rajoy.
  - Secretario general: Ángel Acebes.
  - El PP llega al XV Congreso tras perder la mayoría absoluta y las elecciones generales de 2004 contra pronóstico, tras el atentado del 11-M. Mariano Rajoy, elegido por José María Aznar como su sucesor en el PP y candidato a la presidencia del Gobierno en las elecciones legislativas de 2004, asume la presidencia del Partido Popular con un equipo continuista respecto al liderazgo de Aznar.

- XVI Congreso,[1] Crecemos juntos (Valencia, 20, 21 y 22 de junio de 2008).
  - Presidente: Mariano Rajoy.
  - Secretaria general: María Dolores de Cospedal.
  - Tras la derrota en las elecciones legislativas del 9 de marzo, Mariano Rajoy se enfrenta a los sectores más vinculados a José María Aznar y la llamada línea dura, muy crítica con Rajoy y aglutinada políticamente en torno a Esperanza Aguirre, Jaime Mayor Oreja y Ángel Acebes, entre otros, y mediáticamente en torno al diario El Mundo y la cadena COPE, que habían condicionado la acción del partido en la legislatura anterior.Con su habitual tono sardónico Rajoy en un acto en  Elche había afirmado en las vísperas: "el que se quiera ir a partido liberal o al partido conservador que se vaya". Con ese talante conciliador encara el Congreso dónde María San Gil se negó a firmar la ponencia política y se acomete una fuerte renovación orgánica, que se plasma en la potenciación de políticos con imagen moderada como Alberto Ruiz-Gallardón y Javier Arenas, así como nuevas caras como María Dolores de Cospedal y Soraya Sáenz de Santamaría, una nueva reivindicación del centro (centro-reformismo) seguida de una apertura hacia sectores centrados de la sociedad española y una suavización de la actitud hacia los nacionalistas. El alcance del viraje de Rajoy no le impide ser el único candidato que se presenta a la presidencia y ser, por tanto, reelegido como presidente del PP, pero el Congreso registra el voto de castigo (en blanco) mayor de todos los congresos del PP, con un 16% del total de los votos emitidos.Congreso Nacional Partido Popular. 14 de noviembre de 2009

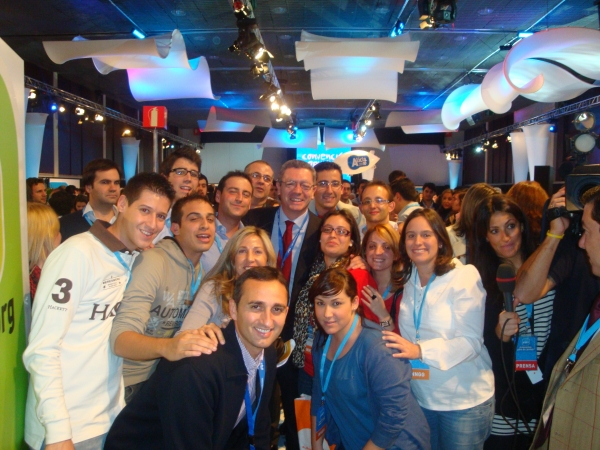
Congreso Nacional Partido Popular. 14 de noviembre de 2009

### Partido de gobierno II

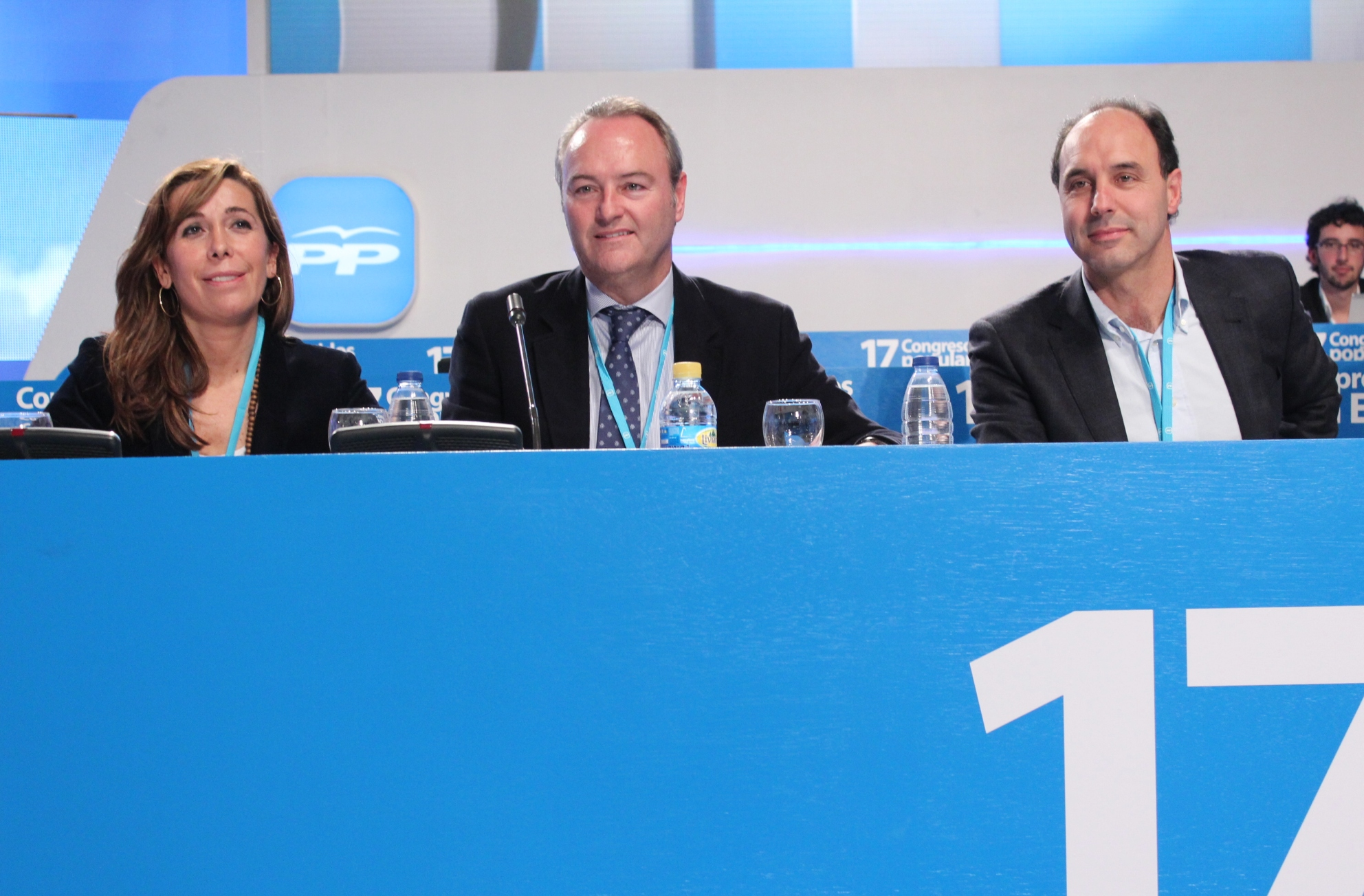
Ponencia sobre los estatutos del partido del XVII Congreso Nacional del PP Sevilla en la foto Alícia Sánchez-Camacho, Alberto Fabra e Ignacio Diego.

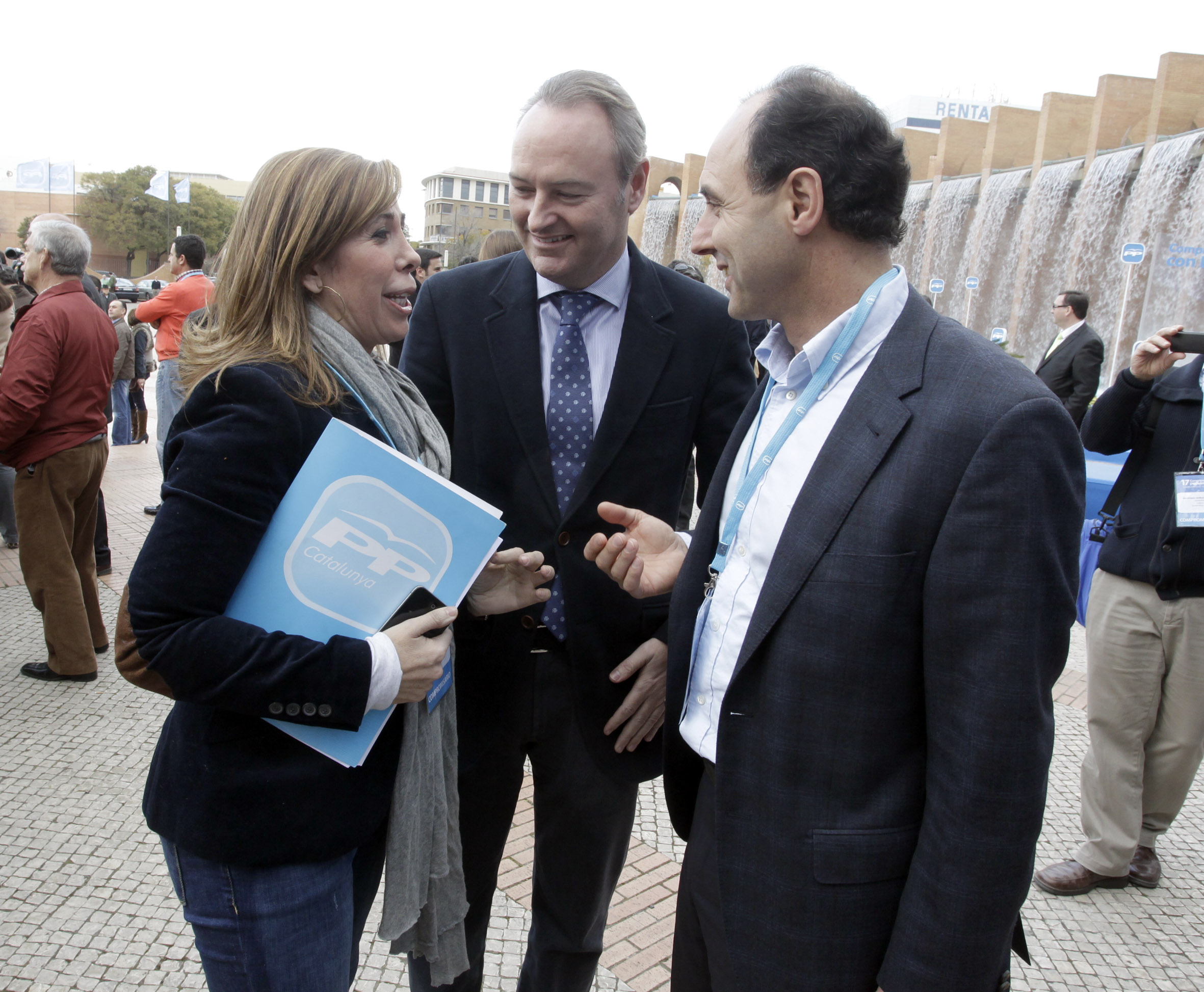
XVII Congreso Nacional del PP en Sevilla

- XVII Congreso Nacional del PP en SevillaXVII Congreso, Comprometidos con España (Sevilla, 17, 18 y 19 de febrero de 2012).
  - Presidente: Mariano Rajoy.

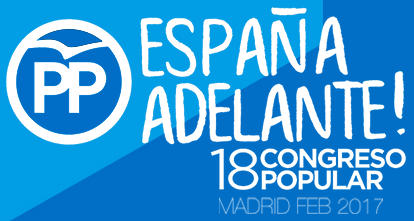
Cartel del 18 congreso del Partido Popular

  - Secretaria general: María Dolores de Cospedal.
  - El PP llega al XVII Congreso a dos meses de llegar al gobierno con una mayoría absoluta en las dos cámaras y con el poder en casi todas las comunidades autónomas, pero en medio de un nuevo recrudecimiento de la grave crisis económica empezada en 2008.

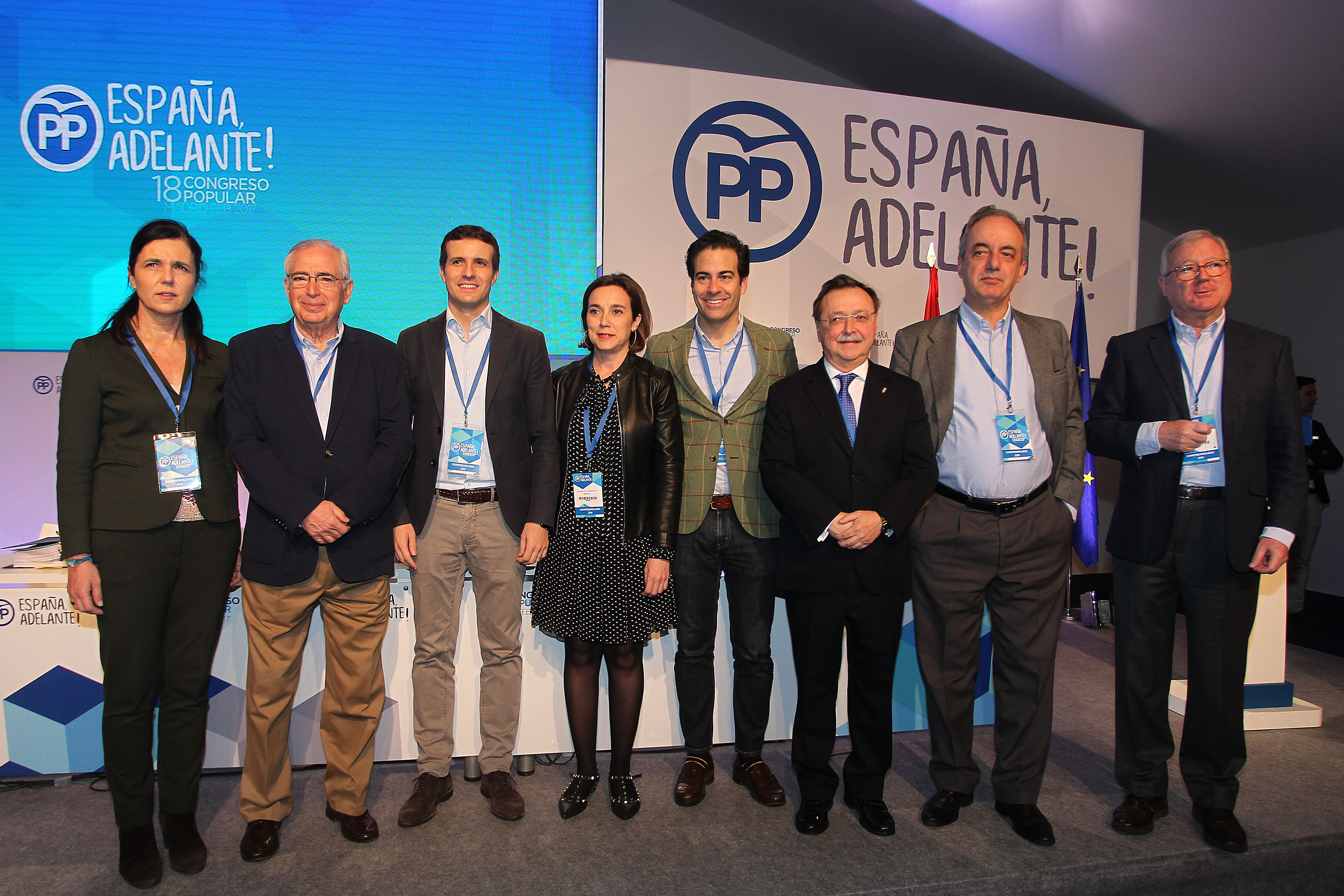
18 Congreso del Partido Popular

- 18 Congreso del Partido PopularXVIII Congreso, España, adelante (Madrid, 10, 11 y 12 de febrero de 2017).Cartel del 18 congreso del Partido Popular
  - Presidente: Mariano Rajoy.
  - Secretaria general: María Dolores de Cospedal.
  - Coordinador general: Fernando Martínez Maíllo

### El posmarianismo
- XIX Congreso, El futuro de España (Madrid, 20 y 21 de julio de 2018).Imagen de la delegación del PP de Cantabria que participó en el 19 Congreso del Partido Popular que se celebró en Madrid los días 20 y 21 de julio de 2018
  - Presidente:  Pablo Casado.

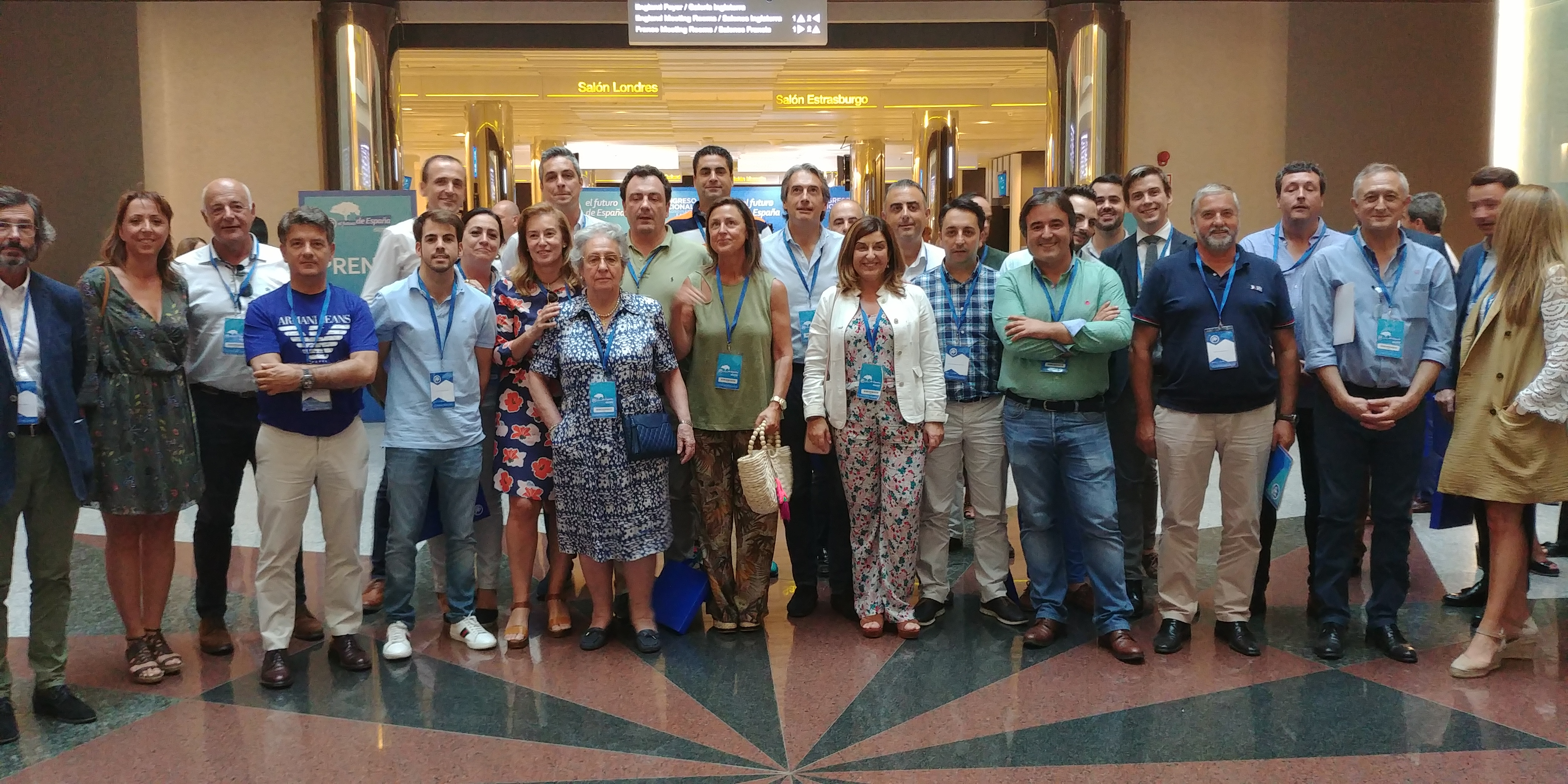
Imagen de la delegación del PP de Cantabria que participó en el 19 Congreso del Partido Popular que se celebró en Madrid los días 20 y 21 de julio de 2018

  - Secretaría general: Teodoro García Egea

### Crisis de 2022
- XX Congreso, Lo haremos bien (Sevilla, 1 y 2 de abril de 2022).La presidenta del PP de Cantabria, María José Sáenz de Buruaga, durante su intervención en el XX Congreso Nacional del PP en el Palacio de Congresos y Exposiciones de SevillaRueda de prensa de María José González Revuelta, secretaria general de PP de Cantabria, sobre el XX Congreso Nacional del partidoMaría José Sáenz de Buruaga votando en la votación en Cantabria del XX Congreso Nacional
  - Presidente: Alberto Núñez Feijóo

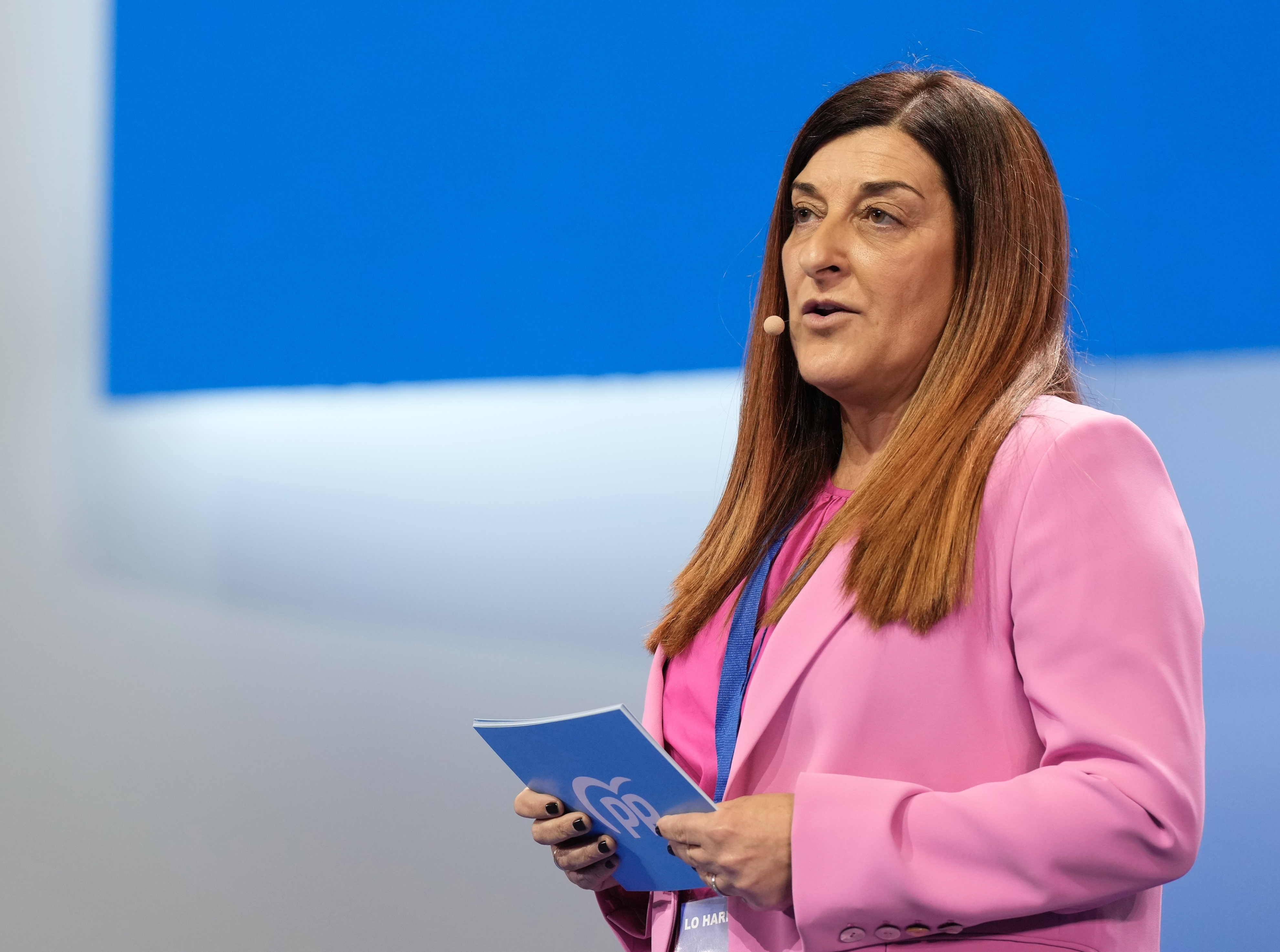
La presidenta del PP de Cantabria, María José Sáenz de Buruaga, durante su intervención en el XX Congreso Nacional del PP en el Palacio de Congresos y Exposiciones de Sevilla

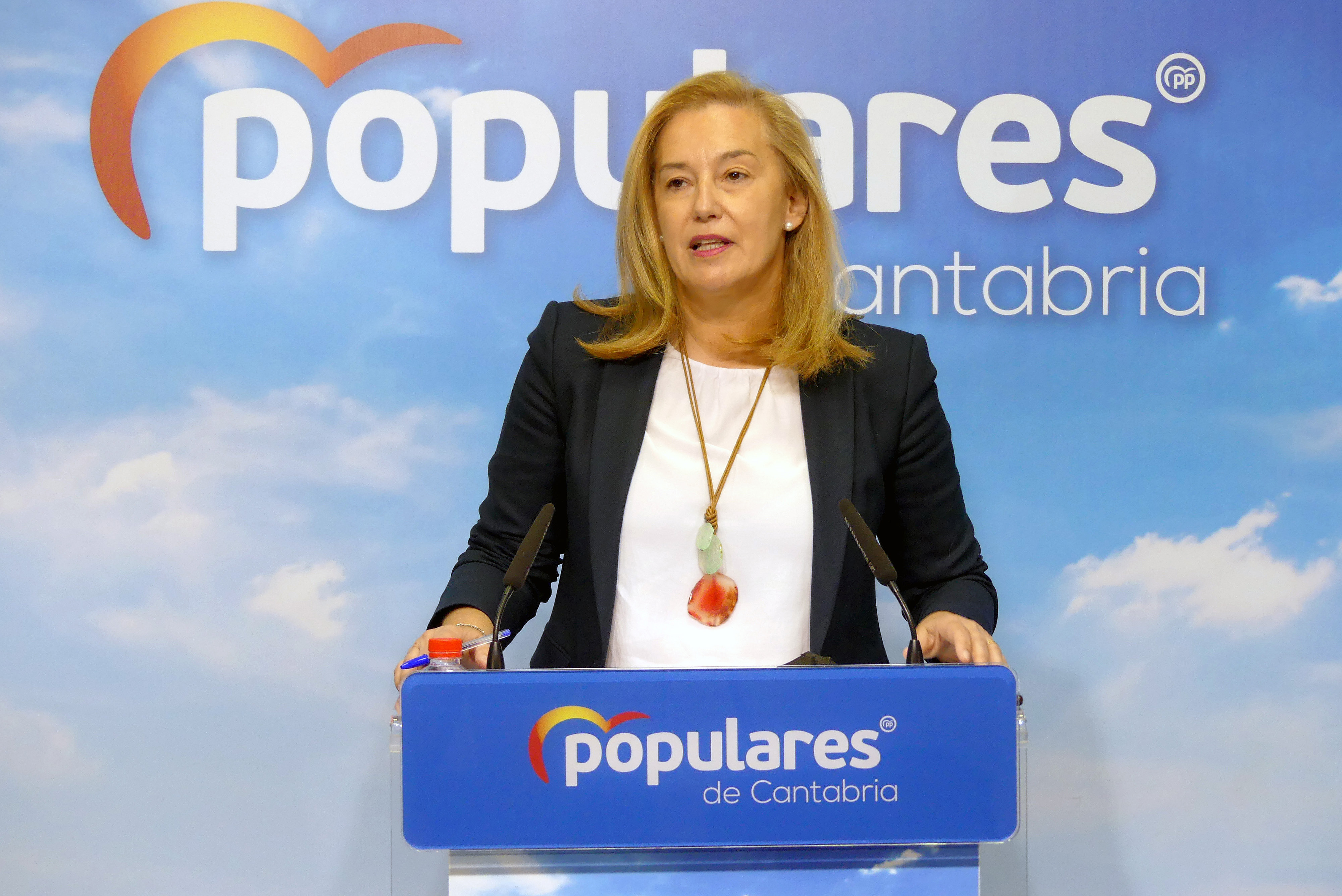
Rueda de prensa de María José González Revuelta, secretaria general de PP de Cantabria, sobre el XX Congreso Nacional del partido

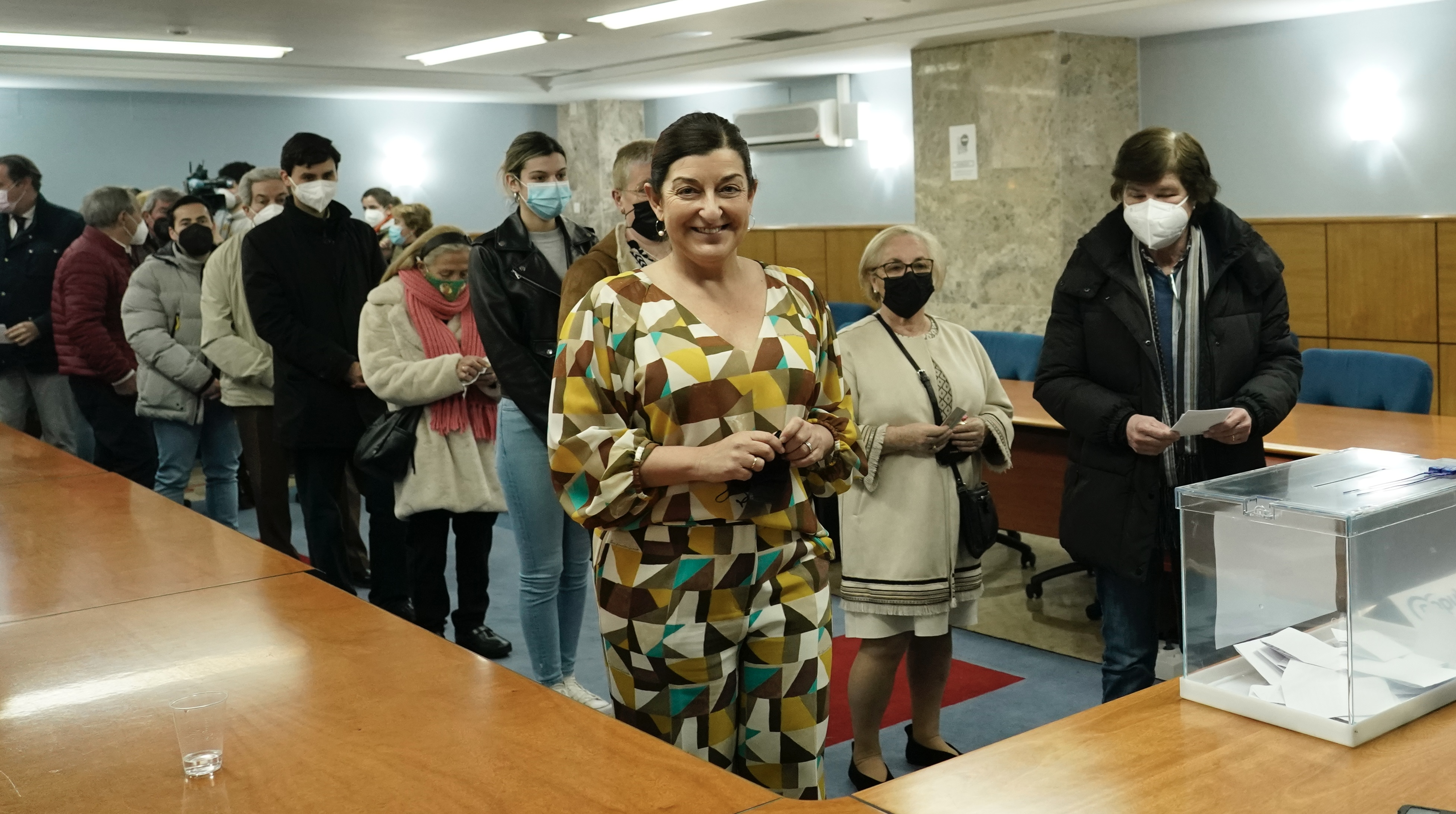
María José Sáenz de Buruaga votando en la votación en Cantabria del XX Congreso Nacional

  - Secretaría general : Cuca Gamarra
  - Coordinador general: Elías Bendodo